# 에디트 스코브
에디트 스코브(Édith Scob, 1937년 10월 21일 ~ 2019년 6월 26일)은 프랑스의 연극 배우, 영화 배우이다. 《얼굴없는 눈》(1960)의 딸 역으로 잘 알려져있다.

## 출연 작품

### 연극
- 타르튀프 (1960)
- 카르파티아 성 (1973)
- 갈매기 (1984)
- 인생 사용법 (1988)
- 우리 죽은 자들이 깨어날 때 (1990)
- 유령 (1998)
- 한여름 밤의 꿈 (2002)
- 에바 페론 (2004)
- 자기만의 방 (2008)
- 건축가 솔네스 (2010)
- 인간 혐오자 (2014)

### 영화
- 얼굴없는 눈 (1960)
- Le bateau d'Émile (1962)
- 테레즈 데케루 (1962)
- 쥐덱스 (1963)
- 은하수 (1969)
- La vieille fille (1972)
- 유예된 소명 (1978)
- 킬링 오브 썸머 (1983)
- 퐁네프의 연인들 (1991)
- On peut toujours rêver (1991)
- La cavale des fous (1993)
- 용암의 집 (1994)
- 비너스 보떼 (1999)
- 잃어버린 시간을 찾아서: 되찾은 시간 (1999)
- 피델리티 (2000)
- 두 어머니의 아들 (2000)
- 마법사들의 방 (2000)
- 늑대의 후예들 (2001)
- 비독 (2001)
- 포악한 영혼 (2001)
- 기차를 타고 온 남자 (2002)
- 더 코드 (2002)
- 즐거운 여행 (2003)
- 그 날 (2003)
- 약지의 표본 (2005)
- Komma (2006)
- Suzanne (2006)
- 휴먼 퀘스천 (2007)
- Didine (2008)
- 여름의 조각들 (2008)
- 유 윌 비 마인 (2009)
- 롱 폴링 (2011)
- Un baiser papillon (2011)
- 홀리 모터스 (2012)
- Par exemple, Electre (2013)
- Ennui ennui (2013)
- 아름다운 유혹 (2014)
- 마담 보바리 (2014)
- Le Cancre (2016)
- 다가오는 것들 (2016)
- 러브 앳 (2019)

### 텔레비전
- Transferts (2017)